# 水トク!
『水トク!』（すいトク!）は、TBS系列で、水曜日の20・21時台での単発特別番組枠のタイトルである。
2006年10月18日から2008年7月16日までは、第1期として毎週水曜日の18:55 - 20:54（JST、以下略）に放送され、2012年10月3日からは、第2期として毎週水曜日の19:00 - 20:54に放送を再開し、2014年4月23日から放送時間を毎週水曜日の19:56 - 21:54に変更された。
第1期と第2期では、ロゴが異なる上、英称・サブタイトルは存在しなかったが、第2期からは、「WEDNESDAY SPECIAL!」が追加されている。
本項では、『水トク!（第1期）』終了後の後番組である、2008年7月23日から9月10日まで、毎週水曜日の18:55 - 20:54に放送された、ドキュメンタリー番組の単発特別番組枠『水曜スペシャル』（すいようスペシャル）についても一体的に扱う。

## 概要

### 水トク!（第1期）
それまでの水曜日の定時番組と、金曜日の単発番組枠『金スペ!』を入れ替える形で始まった単発番組枠である。タイトルの『水トク!』も「水曜特番」を略したものである。これより、水曜19時台は『特捜!芸能ポリスくん』以来8年ぶりにTBS制作枠に回帰する形となった。当初は2006年10月25日にスタートする予定だったが、10月18日放送予定のボクシングの試合が、亀田興毅の負傷による延期により同年10月18日に開始が繰り上がった。
内容は『金スペ!』をほぼ踏襲しているが、2006年中は世界バレーやボクシング「亀田興毅vsファン・ランダエタ」の再戦といったスポーツ中継が多く編成され、2007年に入ってもK-1 WORLD MAXやザ・プロ野球などのスポーツ中継が比較的多く放送されていた。
開始当初はスポーツ中継を除く単発番組の視聴率は1桁台を記録する例が多く、金曜と水曜を入れ替えた効果は特に見られなかったが、その後は常に2桁台をキープしていた（関東地区）。2008年7月16日をもって本番組を終了、単発番組枠は後番組である『水曜スペシャル』へと引き継がれる形となった。

### 水曜スペシャル
『水トク!（第1期）』の終了に伴い新たにスタートした単発番組枠であるが、2008年秋の改編により19時台、20時台が2年ぶりに分離するのに伴いわずか1クールで終了となった。当番組が終了してから4年後の2012年秋の改編で、2010年4月から木曜19・20時台に放送されていた単発番組枠の『スパモク!!』が2012年9月で終了し、2012年10月より単発番組枠を当番組が放送されていた水曜19・20時台に移動となり、前番組である『水トク!』が復活することになった。

### 水トク!（第2期、2012年10月から2014年3月）
その後TBSの特番枠は『水曜スペシャル』を経て、2008年10月から2009年9月まで火曜20・21時台に『バラエティーニュース キミハ・ブレイク』が放送された。『キミハ・ブレイク』終了後に単発特番枠は消滅したが、半年後の2010年4月に『スパモク!!』が木曜19・20時台に放送を開始したものの、2012年9月で終了することになった。
そして2012年10月の改編で、TBS全体の番組が大幅に入れ替わることにより本番組が復活したが、『スパモク!!』の体制を引き継ぎローカルセールス枠（実際は『そこが知りたい』から時間帯の変動を経て続いている水曜19時台のローカルセールス枠を拡大したもの）となった。

### 水トク!（第2期、2014年4月から2019年9月）
2014年4月の改編で、水曜21・22時台に放送されていた『水曜プレミア』が終了し、水曜22時台に『水曜日のダウンタウン』が放送されることになると同時に、当番組が放送されている水曜19時台に新番組『トコトン掘り下げ隊!生き物にサンキュー!!』が放送されることになったため、『水トク!』は20・21時台に時間枠繰り下げられることになった。なお、20・21時台が単発番組になるのは2008年10月から2009年9月まで火曜20･21時台に放送されていた『バラエティーニュース キミハ・ブレイク』以来4年半ぶりとなる。なおローカルセールス枠は19時台を含め引き続き継続されるため、水曜日ゴールデンタイムの3時間がすべてローカル枠に差し替えられる局もある。
2016年10月に10周年を迎えた。
2017年10月11日からは直前番組『トコトン掘り下げ隊!生き物にサンキュー!』の拡大に伴い、4分繰り下げ・1分縮小して20:00 - 21:57に変更された。
2019年10月改編で、木曜テッペン!枠で放送の『世界くらべてみたら』が水曜20時台に昇格、及び不定期で放送されていた『ワールド極限ミステリー』が水曜21時台に設置されるため、本番組は終了した。

## ネット局

### 水トク!（第1期）・水曜スペシャル
| 放送対象地域   | 放送局                    | 系列    | 放送期間                       | 放送日時           | ネット状況 |
| -------------- | ------------------------- | ------- | ------------------------------ | ------------------ | ---------- |
| 関東広域圏     | TBSテレビ（TBS）          | TBS系列 | 2006年10月18日 - 2008年7月16日 | 水曜 18:55 - 20:54 | 制作局     |
| 北海道         | 北海道放送（HBC）         | TBS系列 | 2006年10月18日 - 2008年7月16日 | 水曜 18:55 - 20:54 | 同時ネット |
| 青森県         | 青森テレビ（ATV）         | TBS系列 | 2006年10月18日 - 2008年7月16日 | 水曜 18:55 - 20:54 | 同時ネット |
| 岩手県         | IBC岩手放送（IBC）        | TBS系列 | 2006年10月18日 - 2008年7月16日 | 水曜 18:55 - 20:54 | 同時ネット |
| 宮城県         | 東北放送（TBC）           | TBS系列 | 2006年10月18日 - 2008年7月16日 | 水曜 18:55 - 20:54 | 同時ネット |
| 山形県         | テレビユー山形（TUY）     | TBS系列 | 2006年10月18日 - 2008年7月16日 | 水曜 18:55 - 20:54 | 同時ネット |
| 福島県         | テレビユー福島（TUF）     | TBS系列 | 2006年10月18日 - 2008年7月16日 | 水曜 18:55 - 20:54 | 同時ネット |
| 山梨県         | テレビ山梨（UTY）         | TBS系列 | 2006年10月18日 - 2008年7月16日 | 水曜 18:55 - 20:54 | 同時ネット |
| 新潟県         | 新潟放送（BSN）           | TBS系列 | 2006年10月18日 - 2008年7月16日 | 水曜 18:55 - 20:54 | 同時ネット |
| 長野県         | 信越放送（SBC）           | TBS系列 | 2006年10月18日 - 2008年7月16日 | 水曜 18:55 - 20:54 | 同時ネット |
| 静岡県         | 静岡放送（SBS）           | TBS系列 | 2006年10月18日 - 2008年7月16日 | 水曜 18:55 - 20:54 | 同時ネット |
| 富山県         | チューリップテレビ（TUT） | TBS系列 | 2006年10月18日 - 2008年7月16日 | 水曜 18:55 - 20:54 | 同時ネット |
| 石川県         | 北陸放送（MRO）           | TBS系列 | 2006年10月18日 - 2008年7月16日 | 水曜 18:55 - 20:54 | 同時ネット |
| 中京広域圏     | 中部日本放送（CBC）       | TBS系列 | 2006年10月18日 - 2008年7月16日 | 水曜 18:55 - 20:54 | 同時ネット |
| 近畿広域圏     | 毎日放送（MBS）           | TBS系列 | 2006年10月18日 - 2008年7月16日 | 水曜 18:55 - 20:54 | 同時ネット |
| 鳥取県・島根県 | 山陰放送（BSS）           | TBS系列 | 2006年10月18日 - 2008年7月16日 | 水曜 18:55 - 20:54 | 同時ネット |
| 岡山県・香川県 | 山陽放送（RSK）           | TBS系列 | 2006年10月18日 - 2008年7月16日 | 水曜 18:55 - 20:54 | 同時ネット |
| 広島県         | 中国放送（RCC）           | TBS系列 | 2006年10月18日 - 2008年7月16日 | 水曜 18:55 - 20:54 | 同時ネット |
| 山口県         | テレビ山口（tys）         | TBS系列 | 2006年10月18日 - 2008年7月16日 | 水曜 18:55 - 20:54 | 同時ネット |
| 愛媛県         | あいテレビ（itv）         | TBS系列 | 2006年10月18日 - 2008年7月16日 | 水曜 18:55 - 20:54 | 同時ネット |
| 高知県         | テレビ高知（KUTV）        | TBS系列 | 2006年10月18日 - 2008年7月16日 | 水曜 18:55 - 20:54 | 同時ネット |
| 福岡県         | RKB毎日放送（RKB）        | TBS系列 | 2006年10月18日 - 2008年7月16日 | 水曜 18:55 - 20:54 | 同時ネット |
| 長崎県         | 長崎放送（NBC）           | TBS系列 | 2006年10月18日 - 2008年7月16日 | 水曜 18:55 - 20:54 | 同時ネット |
| 熊本県         | 熊本放送（RKK）           | TBS系列 | 2006年10月18日 - 2008年7月16日 | 水曜 18:55 - 20:54 | 同時ネット |
| 大分県         | 大分放送（OBS）           | TBS系列 | 2006年10月18日 - 2008年7月16日 | 水曜 18:55 - 20:54 | 同時ネット |
| 宮崎県         | 宮崎放送（MRT）           | TBS系列 | 2006年10月18日 - 2008年7月16日 | 水曜 18:55 - 20:54 | 同時ネット |
| 鹿児島県       | 南日本放送（MBC）         | TBS系列 | 2006年10月18日 - 2008年7月16日 | 水曜 18:55 - 20:54 | 同時ネット |
| 沖縄県         | 琉球放送（RBC）           | TBS系列 | 2006年10月18日 - 2008年7月16日 | 水曜 18:55 - 20:54 | 同時ネット |

### 水トク!（第2期）

#### ネット状況（通常時）
全編ローカルセールス枠のため、通常時同時ネット局でも、休止または遅れネットとする一方で、不定期放送局でも遅れネットあるいは臨時同時ネットで放送したことがあり、当番組が19:00開始の3時間SPの場合、19時枠が自主編成（主に自社制作番組または系列内外の遅れネット番組）の放送局では、時と場合により20:00からの短縮版をTBSテレビからの裏送り同時ネットまたは臨時フルネットあるいは全編非ネットの何れかで放送していた。また23:00まで放送枠を拡大する場合は、22時台はネットワークセールス枠のため、この部分だけをTBSテレビからの裏送り同時ネットで放送する放送局もあった。　　
| 放送対象地域   | 放送局                    | 系列    | 放送日時           | ネット状況 | 備考        |
| -------------- | ------------------------- | ------- | ------------------ | ---------- | ----------- |
| 関東広域圏     | TBSテレビ（TBS）          | TBS系列 | 水曜 20:00 - 21:57 | 【制作局】 | 【制作局】  |
| 北海道         | 北海道放送（HBC）         | TBS系列 | 水曜 20:00 - 21:57 | 同時ネット | [ 注釈 3 ]  |
| 青森県         | 青森テレビ（ATV）         | TBS系列 | 水曜 20:00 - 21:57 | 同時ネット | [ 注釈 4 ]  |
| 岩手県         | IBC岩手放送（IBC）        | TBS系列 | 水曜 20:00 - 21:57 | 同時ネット |             |
| 宮城県         | 東北放送（TBC）           | TBS系列 | 水曜 20:00 - 21:57 | 同時ネット | [ 注釈 5 ]  |
| 山形県         | テレビユー山形（TUY）     | TBS系列 | 水曜 20:00 - 21:57 | 同時ネット |             |
| 福島県         | テレビユー福島（TUF）     | TBS系列 | 水曜 20:00 - 21:57 | 同時ネット |             |
| 山梨県         | テレビ山梨（UTY）         | TBS系列 | 水曜 20:00 - 21:57 | 同時ネット | [ 注釈 6 ]  |
| 新潟県         | 新潟放送（BSN）           | TBS系列 | 水曜 20:00 - 21:57 | 同時ネット | [ 注釈 7 ]  |
| 長野県         | 信越放送（SBC）           | TBS系列 | 水曜 20:00 - 21:57 | 同時ネット | [ 注釈 8 ]  |
| 静岡県         | 静岡放送（SBS）           | TBS系列 | 水曜 20:00 - 21:57 | 同時ネット |             |
| 富山県         | チューリップテレビ（TUT） | TBS系列 | 水曜 20:00 - 21:57 | 同時ネット | [ 注釈 9 ]  |
| 石川県         | 北陸放送（MRO）           | TBS系列 | 水曜 20:00 - 21:57 | 同時ネット |             |
| 中京広域圏     | CBCテレビ（CBC）          | TBS系列 | 水曜 20:00 - 21:57 | 同時ネット | [ 注釈 11 ] |
| 近畿広域圏     | 毎日放送（MBS）           | TBS系列 | 水曜 20:00 - 21:57 | 同時ネット | [ 注釈 12 ] |
| 鳥取県・島根県 | 山陰放送（BSS）           | TBS系列 | 水曜 20:00 - 21:57 | 同時ネット | [ 注釈 13 ] |
| 岡山県・香川県 | RSK山陽放送（RSK）        | TBS系列 | 水曜 20:00 - 21:57 | 同時ネット | [ 注釈 15 ] |
| 広島県         | 中国放送（RCC）           | TBS系列 | 水曜 20:00 - 21:57 | 同時ネット | [ 注釈 16 ] |
| 山口県         | テレビ山口（tys）         | TBS系列 | 水曜 20:00 - 21:57 | 同時ネット | [ 注釈 17 ] |
| 愛媛県         | あいテレビ（itv）         | TBS系列 | 水曜 20:00 - 21:57 | 同時ネット |             |
| 高知県         | テレビ高知（KUTV）        | TBS系列 | 水曜 20:00 - 21:57 | 同時ネット | [ 注釈 18 ] |
| 福岡県         | RKB毎日放送（RKB）        | TBS系列 | 水曜 20:00 - 21:57 | 同時ネット | [ 注釈 19 ] |
| 長崎県         | 長崎放送（NBC）           | TBS系列 | 水曜 20:00 - 21:57 | 同時ネット | [ 注釈 20 ] |
| 熊本県         | 熊本放送（RKK）           | TBS系列 | 不定期放送         | 不定期放送 | [ 注釈 21 ] |
| 大分県         | 大分放送（OBS）           | TBS系列 | 不定期放送         | 不定期放送 | [ 注釈 22 ] |
| 宮崎県         | 宮崎放送（mrt）           | TBS系列 | 不定期放送         | 不定期放送 | [ 注釈 23 ] |
| 鹿児島県       | 南日本放送（MBC）         | TBS系列 | 不定期放送         | 不定期放送 | [ 注釈 24 ] |
| 沖縄県         | 琉球放送（RBC）           | TBS系列 | 不定期放送         | 不定期放送 |             |

## 放送された番組
水トク!（第2期）での太字は全国ネットで放送。また通常ネットしていない局で、臨時にネット受けを行った放送局については備考にその旨を掲載する。

### 水トク!（第1期）→水曜スペシャル
| 2006年   | 2006年                                                                | 2006年                             |
| 放送日   | 企画                                                                  | 備考                               |
| -------- | --------------------------------------------------------------------- | ---------------------------------- |
| 10月18日 | 激闘大家族東京下町五つ子ちゃん成長期'06秋〜嵐と涙の13年すべて見せます | 水トク!（第1期）初回               |
| 10月25日 | 華麗なるマジックスペシャル 空飛ぶ貴公子ピーター・マービー2            | 3時間スペシャル（18:55 - 21:48）。 |
| 12月6日  | 関口宏のニッポンを探しに行こう!                                       |                                    |
| 12月13日 | 仰天人気!!これが世界のスーパー動物園!!あなたも体験スペシャルツアー    |                                    |

| 2007年   | 2007年                                                                                              |
| 放送日   | 企画                                                                                                |
| -------- | --------------------------------------------------------------------------------------------------- |
| 1月10日  | 激撮!密着交通警察24時!真冬の大捜査SP                                                                |
| 1月17日  | クイズ!日本語王07!あなたは何点とれますか?国語力検定SP                                               |
| 1月24日  | 緊急特番!みのもんたの激ズバッ!こんな日本にだれがした今夜こそほっとけないSP                          |
| 1月31日  | 芸人料理王決定戦2007ウマイド〜美食祭り                                                              |
| 2月7日   | 超地球ミステリー 1秒の世界第2弾 人!動物!自然!いま起きている驚異の変化を見よ!                        |
| 2月14日  | 史上最強の人間ドックザ･快傑ドクター7!!芸能人の寿命ぜーんぶ大宣告SP                                  |
| 2月28日  | 緊急特番!ピン★タゴン                                                                                |
| 3月7日   | 激白!子供がグレた日 我が家の積木くずし!!                                                            |
| 3月14日  | 激撮!!事件列島24時!!全国熱血警察官大捜査スペシャル                                                  |
| 4月4日   | 超豪華オールスターハプニング大賞2007春                                                              |
| 4月18日  | 次長課長&おぎやはぎ&品川庄司 俺達にだってできるんだ! 豪華芸能人のわがまま命がけで叶えますスペシャル |
| 4月25日  | 芸能人ホラ吹きバトル ビッグマウスSP!                                                                |
| 5月9日   | ニッポン列島改造計画 世界一マネたい法律!大全集スペシャル                                            |
| 5月30日  | 史上最強カリスマ先生続々登場!!面白!涙!激突全日本グレートティーチャー列伝                            |
| 6月6日   | 空飛ぶ貴公子ピーター・マービー衝撃第3弾ヨーロッパNo.1マジシャン超奇跡連発SP!                        |
| 6月13日  | 激闘ジャガー横田45歳 壮絶出産36時間から涙と笑いの子育て全記録スペシャル!!                           |
| 6月20日  | 史上最強の人間ドック ザ・快傑ドクター8!!芸能人の寿命ぜーんぶ大宣告SP                                |
| 6月27日  | これが世界のスーパー動物園!あなたも体験スペシャルツアー2                                            |
| 7月4日   | クイズ!日本語王07夏の全国国語力選手権あなたは何点とれますかSP                                       |
| 7月11日  | 美空ひばり・生誕70周年不死鳥伝説よ永遠に…ひばり家に眠る伝説の映像を一挙大公開SP                     |
| 7月18日  | 愛と生命の全記録「余命1ヶ月の花嫁」〜乳がんと闘った24歳最後のメッセージ〜                           |
| 8月8日   | しあわせ家族計画2007                                                                                |
| 8月15日  | アイスガールズ2007                                                                                  |
| 8月22日  | 真夏のCDTVスペシャル〜世界陸上も大応援!最強の夏ソング&上半期大ヒット濃縮300曲決定版                 |
| 9月5日   | 最強女王は誰だ!?筋肉美女世界No.1決定戦!!KUNOICHI2007                                                |
| 9月12日  | 巨星・阿久悠の世界〜永遠の歌をありがとう                                                            |
| 9月26日  | 激撮!交通警察24時!秋の大捜査スペシャル                                                              |
| 10月3日  | オールスター赤面申告ハプニング大賞2007秋                                                            |
| 10月17日 | ワールド井戸端会議!スゴイ絶景(秘)仰天映像世界中から撮ってきたぞSP                                   |
| 10月24日 | 爆笑問題プレゼンツ世界のゴールデンタイムII!!超人気番組大集合スペシャル!                             |
| 11月7日  | 秋の皇室スペシャル07 笑う愛子さま悠仁さま美智子さまと雅子さま知られざる苦悩と真実                   |
| 11月14日 | 史上最強の人間ドック ザ・快傑ドクター9!!芸能人の寿命ぜーんぶ大宣告SP                                |
| 11月21日 | クイズ!日本語王07秋の全国国語力選手権あなたは何点とれますかSP!!                                     |
| 11月28日 | 激安!田舎暮らしあこがれの地はここだ!                                                                |
| 12月5日  | ザ・田舎めし2007秋!!                                                                                |
| 12月26日 | 激撮!熱血警察官24時冬の大捜査スペシャル                                                             |

| 2008年  | 2008年 | 2008年 |
| 放送日  | 企画 | 備考 |
| ------- | --- | --- |
| 1月9日  | 有名人壮絶介護日記!〜生きてさえいれば〜苦悩…限界…涙の毎日全記録                                                | |
| 1月16日 | 魚王（うおう）!芸能界釣り王決定戦!                                                                             | |
| 1月23日 | ザ・芸能人お宅鑑定                                                                                             | |
| 2月13日 | 関口宏のニッポンを探しに行こう!2                                                                               | |
| 2月27日 | 激闘大家族スペシャル東京下町五つ子成長記2008!                                                                  | |
| 3月5日  | あなたも狙われている!緊急警告!悪徳サギの最新ウラ手口完全撃退スペシャル                                         | |
| 3月12日 | 〜壮絶人生ドキュメント〜プロ野球選手の妻たち                                                                   | |
| 3月19日 | 激撮!熱血警察官24時春の大捜査スペシャル                                                                        | |
| 4月23日 | 史上最強の人間ドック ザ・快傑ドクター10!!芸能人の寿命ぜーんぶ大宣告SP                                          | |
| 4月30日 | 生存者あり!緊急出動人命救助の特殊部隊〜ハイパー・レスキュー密着24時                                            | |
| 5月7日  | 愛と生命のメッセージ〜余命1ヶ月の花嫁〜千恵さんが残したもの                                                    | 2007年7月18日放送の“愛と生命の全記録「余命1ヵ月の花嫁」〜乳がんと闘った24歳最後のメッセージ〜”に1年後のエピソードを交えた再構成版 |
| 5月14日 | 激闘!シングルマザー17歳の決断〜それでも私はあなたを離さない                                                    | |
| 5月28日 | 好評御礼!知っとこ!SP こどものチカラは無限大!                                                                   | 毎日放送と共同制作。土曜朝の情報番組『知っとこ!』（毎日放送制作）のコーナー企画「こどものみかた」のスペシャル版。                 |
| 6月11日 | 緊急報道スペシャル!総力取材!四川大地震密着30日&徹底検証!日本を襲うM8の恐怖                                     | |
| 6月18日 | パナソニックスペシャル あなたの大切な夢や絆は何ですか?「オリンピック代表達の真実の絆」〜五輪テーマパーク誕生〜 | |
| 6月25日 | 番組発生40周年記念!!8時だョ!全員集合SP                                                                         | |
| 7月16日 | 緊急報道スペシャル! 〜食糧危機〜 あなたは生き残れますか                                                        | 水トク!（第1期）最終回 |
| 7月23日 | 風の歌が聴きたい～音のない世界に生きる聴覚障害夫婦の16年～                                                     | 水曜スペシャル初回 |
| 8月6日  | 激撮!交通警察24時&交通刑務所完全密着!                                                                          | |
| 8月27日 | 女たちの北京オリンピックSP                                                                                     | |
| 9月3日  | 有名人壮絶介護日記(2)～生きてさえいれば～                                                                      | |
| 9月10日 | 激撮!熱血警察官24時 秋の全国大捜査SP!                                                                          | 水曜スペシャル最終回 |

### 水トク!（第2期）
| 2012年   | 2012年                                                                      | 2012年                                                                                                |
| 放送日   | 企画                                                                        | 備考                                                                                                  |
| -------- | --------------------------------------------------------------------------- | --- |
| 10月3日  | 激撮!密着警察24時!犯罪捜査最前線SP                                          | 水トク!（第2期）初回 プロ野球中継に差し替えた北海道放送を除く27局同時ネット。                         |
| 10月17日 | タカトシの時間ですよ!                                                       | 新潟放送は同時ネットで放送。 テレビ山梨、信越放送、山陰放送、山陽放送、熊本放送はこの回から非ネット。 |
| 10月24日 | 今夜開催!本当に怖い絶叫!リアル肝試し!                                       | 静岡放送は下記番組に差し替え。 毎日放送は下記番組に差し替え。 新潟放送はこの回から不定期放送。        |
| 10月31日 | 2000万円落下クイズ!マネードロップ                                           | |
| 11月7日  | 東京VS46道府県やっぱり東京で食べた方が旨いんじゃん なんて絶対言わせないぞSP | 静岡放送は下記番組、毎日放送は下記番組にそれぞれ差し替えたため、他日振り替えで放送。                  |
| 11月14日 | 第45回 日本有線大賞                                                         | 全国ネット。                                                                                          |
| 11月21日 | 究極の男は誰だ!?最強スポーツ男子頂上決戦                                    | 30分拡大スペシャル（19:00 - 21:24）。全国ネット。                                                     |
| 11月28日 | 絶対に会いたくない!世界の超S級危険生物コレクション                          | 山陽放送は後日放送。                                                                                  |
| 12月5日  | ライブTV情報最前線〜未解決事件公開捜査 犯人はそばにいるSP                   | 山陰放送は同時ネットで放送。                                                                          |
| 12月12日 | 特大がっちりマンデー!!業界新聞No.1ニュース大賞2012                          | 毎日放送は下記番組に差し替え。 テレビ山口は同時ネットで放送。                                         |
| 12月19日 | 今!この芸人がスゴイ 爆問パニックフェイス                                    | |
| 12月26日 | 激撮!密着警察24時!犯罪捜査最前線SP                                          | 全国ネット。                                                                                          |

| 2013年   | 2013年                                                                                          | 2013年 |
| 放送日   | 企画                                                                                            | 備考 |
| -------- | ----------------------------------------------------------------------------------------------- | --- |
| 1月9日   | 甦る昭和の歌姫伝説4 新春限りの豪華保存版                                                        | 新潟放送、山陽放送、テレビ山口、RKB毎日放送は同時ネットで放送。 |
| 1月16日  | 激闘大家族スペシャル お父ちゃん泣かないで6男7女15人大家族 崖っぷちそば屋奮闘記                  | 当初は1月10日(木)19:00 - 20:49に全国ネットで放送する予定だったが、延期しこの日に放送。 |
| 1月23日  | タカトシの時間ですよ!                                                                           | |
| 1月30日  | 絶対に許せない!アナタを襲う最凶サギ師ワースト10                                                 | |
| 2月6日   | 激闘!修羅場の女…密着24時 私たちは絶対に許さない2013冬                                           | |
| 2月13日  | それでも生きていた!奇跡の中の奇跡の瞬間衝撃映像100連発SP                                        | 毎日放送は下記番組に差し替え、山陽放送もそれぞれ後日振り替え放送。 |
| 2月20日  | 東京VS46道府県冬の陣! ご当地グルメで東京に負けてたまるかSP!                                     | 青森テレビは同時ネットで放送。 毎日放送は下記番組に差し替え、山陽放送もそれぞれ後日振り替え放送。 |
| 3月13日  | あの日に帰りたい7〜ダイエットの落とし穴完全究明&最新ワザでヤセちゃいました…                     | |
| 3月20日  | ウンナン極限ネタバトル! ザ・イロモネア 笑わせたら100万円                                        | テレビ山口は同時ネットで放送。 |
| 3月27日  | 激撮!密着警察24時!犯罪捜査最前線SP                                                              | |
| 4月3日   | 世界の超S級危険生物コレクション                                                                 | 北海道放送・中国放送は野球中継に差し替え、山陽放送もそれぞれ後日振り替え放送。 |
| 4月10日  | 未解決事件公開捜査犯人はそばにいるSPライブTV情報最前線                                          | 北海道放送・CBCテレビは野球中継に差し替えたため、後日放送なし。 |
| 4月17日  | 緊急!池上彰と考える“鳥インフルエンザ”迫りくる本当の危機!                                        | 当初の予定では、「世界の果ての日本人!〜ここが私の理想郷〜」になっていたが変更された。当番組は5月7日に放送延期となり、全国ネットに昇格した。 北海道放送・中国放送は野球中継に差し替えたため、後日放送なし。 |
| 4月24日  | 放っておくとヤバイです                                                                          | 「駆け込みドクター!運命を変える健康診断」の実質的なパイロット版。 北海道放送・CBCテレビは野球中継に差し替えたため、後日振り替え放送。                                                                      |
| 5月15日  | ついに撮った!これが最新犯罪の決定的瞬間                                                         | 北海道放送・CBCテレビ・中国放送は野球中継に差し替え、毎日放送は下記番組に差し替えたため、それぞれ後日振り替え放送。                                                                                        |
| 5月29日  | 刺激的実験バラエティ やってみよう!                                                              | 北海道放送は野球中継に差し替え、毎日放送は下記番組に差し替えたため、それぞれ後日振り替え放送。 |
| 6月5日   | 本日、開店します!都会を離れ第2の人生 女性店主の再出発SP                                         | 山陽放送は後日振り替え放送。 |
| 6月12日  | 実録アナタはこうしてダマされる!最凶サギの手口ワースト10 パート2                                 | 北海道放送は野球中継に差し替えたため、後日振り替え放送。 |
| 7月3日   | 石坂浩二&タカトシの“こんな人”は危ない最新医療で解決SP!                                          | 山陽放送は後日振り替え放送。 |
| 7月10日  | 名門大学病院の医師が今夜限りの夢の集結!慶応×慈恵×聖マリ×東邦〜名医が教える!セカンドオピニオンSP | 北海道放送・東北放送・琉球放送は野球中継に差し替えたため、琉球放送以外は後日振り替え放送。 |
| 7月17日  | 世界の果ての日本人!〜ここが私の理想郷〜                                                         | 北海道放送は野球中継に差し替えたため、後日振り替え放送。 |
| 7月24日  | 世界の怖い夜〜真夏に震える絶叫スペシャル                                                        | 北海道放送は野球中継に差し替えたため、後日振り替え放送。 |
| 7月31日  | 緊急警鐘!実録アナタはこうして狙われる!真夏の犯罪ワースト10                                      | |
| 8月7日   | 東京VS46道府県                                                                                  | 北海道放送は野球中継に差し替えたため、後日振り替え放送。 毎日放送は下記番組に差し替え、山陽放送もそれぞれ後日振り替え放送。                                                                                |
| 8月21日  | 謝りたい人がいます。                                                                            | 北海道放送・東北放送は野球中継に差し替えたため、後日振り替え放送。 |
| 8月28日  | 世界の怖い夜〜真夏に震える絶叫スペシャル〜                                                      | 北海道放送は野球中継に差し替えたため、後日振り替え放送。 |
| 9月11日  | 飛び出せ!科学くん 大都会東京でまさか!（秘）生物と遭遇緊急SP                                     | 北海道放送は野球中継に差し替え、山陽放送もそれぞれ後日振り替え放送。 |
| 9月25日  | 実録 犯罪列島2013                                                                               | 山陽放送は、後日振り替え放送。 |
| 10月2日  | 密着!警視庁24時!東京の犯罪捜査を激撮                                                            | JNN九州ブロックは「すべて見せます!豪華寝台列車「ななつ星 in 九州」を放送。 |
| 10月9日  | あの日に帰りたい8〜女の体は秋にヤセる!ダイエット新常識連発 ヤセ時を見逃すな…                    | |
| 10月16日 | 本日、開店します!シングルマザー人生の決断SP                                                     | 山陽放送は後日振り替え放送。 |
| 10月23日 | 世界の果ての日本人!〜ここが私の理想郷10〜                                                       | 山陽放送は後日振り替え放送。 |
| 10月30日 | ホホエミーショー 見るだけで幸せになる世界の映像75連発!                                          | 山陽放送は後日振り替え放送。 |
| 11月6日  | 子供に聞かせたい「お金儲け」の話をしよう。                                                      | 毎日放送は下記番組に差し替えたため、後日振り替え放送。 |
| 11月13日 | アニマル・ザワールド 世界でおもしろ動物を探す旅!                                                | |
| 11月20日 | 世界のコワ〜イ女たち 恐怖のおもてなしSP                                                         | 毎日放送は下記番組に差し替え、山陽放送もそれぞれ後日振り替え放送。 |
| 11月27日 | え!これ知らなかったの?                                                                          | 毎日放送は下記番組に差し替えたため、後日振り替え放送。 テレビ山梨は2015年1月21日の同時間帯に放送。 |
| 12月4日  | 密着!警視庁24時!東京の犯罪捜査を激撮                                                            | |
| 12月11日 | 第46回 日本有線大賞                                                                             | 放送枠6分拡大（19:00 - 21:00）。全国ネット。 |
| 12月18日 | 激撮!密着警察24時犯罪捜査最前線SP                                                               | 新潟放送を除く27局で放送 |

| 2014年   | 2014年                                                                           | 2014年 |
| 放送日   | 企画                                                                             | 備考 |
| -------- | -------------------------------------------------------------------------------- | --- |
| 1月8日   | あなたはこうしてダマされる!最凶サギの手口ワースト10第三弾                        | 18:45開始。第1部（18:45 - 19:00）はTBSテレビ・北陸放送の2局のみの放送。 TBSテレビ・北陸放送以外のネット局では第2部（19:00 - 20:54）のみネット。 |
| 1月15日  | 奥様はモンスター2                                                                | テレビ山口は同時ネットで放送。 |
| 1月22日  | 本日、開店します!                                                                | |
| 1月29日  | 世界のコワ〜イ女たち最恐トリプルアクセル 金メダル女は誰だSP                      | テレビ山口・山陽放送は後日振り替え放送。 |
| 2月5日   | 世界珍どうぶつ大図鑑 爆笑&仰天映像40連発                                         | 毎日放送は下記番組に差し替え、山陽放送もそれぞれ後日放送。 |
| 2月26日  | 実録!犯罪列島2014                                                                | 毎日放送は下記番組に差し替え、北陸放送は毎日放送で2月5日放送の下記番組に差し替え、CBCテレビは自社制作番組｢イッポウスペシャル 巨大地震～命を守る賢人の教え～」に差し替え、IBC岩手放送は下記番組に差し替え。 山陽放送は、後日振り替え放送。                                      |
| 3月12日  | 年収格差別!お金バラエティー ピラミッド                                           | 毎日放送は下記番組に差し替えたためと山陽放送はそれぞれ後日放送。 |
| 3月19日  | 思わずもう一度見たくなる!伝説映像の裏にどえらい エピソード ザ・世界2度見シアター | 山陽放送は後日振り替え放送。 |
| 3月26日  | あなたはこうしてダマされる!最凶サギVSサギバスター                                | ここまで19:00 - 20:54での放送。 山陽放送は後日振り替え放送。 |
| 4月23日  | 嵐を呼ぶあぶない熟女VIII                                                         | 3時間スペシャル（19:00 - 21:54） 北海道放送・東北放送は野球中継に差し替え、山陽放送もそれぞれ後日振り替え放送。 青森テレビ・テレビ山口は同時ネットで放送。 青森テレビはこの回から通常編成のみ同時ネット。 新潟放送はこの回から不定期放送から、信越放送はレギュラー放送に復帰。 |
| 4月30日  | 世界衝撃映像100連発                                                              | 3時間スペシャル（19:00 - 21:54） 北海道放送は野球中継に差し替え、山陽放送もそれぞれ後日振り替え放送。 中国放送は別番組に差し替え、2014年10月22日の同時間帯に放送。 テレビ山口は同時ネットで放送。                                                                              |
| 5月21日  | あの日に帰りたい9                                                                | 東北放送はプロ野球中継に差し替える予定だったが、雨天中止となったために放送。 山陽放送は後日振り替え放送。 RKB毎日放送は後日放送。 大分放送はこの回から同時ネット。 テレビ山梨はこの回からレギュラー放送復帰。                                                                  |
| 5月28日  | 美空ひばり没後25年「歌に生き歌に死ぬ」愛と悲しみの女王伝説                       | 青森テレビ、テレビ山口は、2014年6月4日 19:00 - 20:54に放送。 山陽放送は後日振り替え放送。 中国放送は7月23日19:56 - 21:54に放送。 |
| 6月4日   | 映画「ハンコック」                                                               | 『水曜プレミア』が終了してから初の映画の放送。 |
| 6月11日  | 特大がっちりマンデー 2014年上半期業界新聞儲かるトップニュースSP                  | 青森テレビ・テレビ山口は、同時ネットで放送。 毎日放送は19:00 - 21:24までプロ野球中継、21:24 - 21:54は下記番組に差し替え 山陽放送は、後日振り替え放送。 |
| 6月18日  | 激撮!密着警察24時!                                                               | 山陽放送は、後日振り替え放送。 |
| 7月16日  | 世界の怖い夜! 2014夏                                                             | 青森テレビは同時ネット放送。 CBCテレビは19:00 - 21:24までプロ野球中継、21:24 - 21:54は｢バース･デイ｣に差し替えた為、『土曜倶楽部』枠として8月16日15:00 - 17:00に放送。 山陽放送は、後日振り替え放送。                                                                           |
| 7月23日  | 壮絶人生ドキュメント プロ野球選手の妻たち                                        | 19:00 - 21:54に放送。TBSに限り、18:57 - 19:00にもうすぐ枠も別途放送。 東北放送はJリーグ中継に差し替え。 中国放送は19時台に自社制作番組『激ウマッ!自遊なオトナの瀬戸内釣り物語』を放送したため、7月27日13:54 - 16:54に放送。 テレビ山口は、2014年9月10日の同時間帯に放送。      |
| 7月30日  | 世界!ぶっ飛びMVP                                                                 | 東北放送・テレビユー山形は野球中継に差し替え。 山陽放送は、後日振り替え放送。 IBC岩手放送は2015年2月18日の同時間帯に放送。 |
| 8月6日   | 本日、開店します!                                                                | CBCテレビ・中国放送は野球中継に差し替え。 山陽放送は、後日振り替え放送。 |
| 8月13日  | 名医が教える!セカンドオピニオンSP2～名門大学病院の医師が夢の集結～               | 山陽放送は、後日振り替え放送。 |
| 8月27日  | 世界衝撃映像100連発                                                              | 3時間放送（19:00 - 21:54） 山陽放送は、2014年12月30日に振り替え放送。 |
| 9月3日   | 世界がビビる夜                                                                   | 毎日放送は、2014年10月22日に振り替え放送。 |
| 9月10日  | マサカ!の映像GP〜見るだけで感動&衝撃!世界の映像大放出SP〜                        | 山陽放送は、後日振り替え放送。 テレビ山口は、上記番組に差し替え。さらに2015年8月8日12:00 - 13:53に放送。 |
| 10月8日  | 実録!犯罪列島2014                                                                | 山陽放送は、後日振り替え放送。 |
| 10月22日 | 世紀の歌声!生バトル 日本一の歌王決定戦!                                          | 新潟放送・テレビ山梨・信越放送・山陰放送・テレビ山口は、同時ネットで放送。 静岡放送、毎日放送、中国放送は別番組に差し替え。 |
| 10月29日 | 世界の怖い夜                                                                     | |
| 11月5日  | 魂の文化系TV                                                                     | 毎日放送は19:00 - 21:54まで下記番組に差し替え。 |
| 11月12日 | 世界衝撃映像100連発（仮）                                                        | 3時間放送（19:00 - 21:54） 山陽放送は同時ネットで放送。 |
| 11月19日 | 47都道府県対抗!おらが県の大繁盛チェーン!                                         | テレビ山口は、2015年1月17日に「日本全国!あなたの知らない大繁盛チェーン」と改題した上で放送。 |
| 11月26日 | 愛する母に贈る感謝状                                                             | テレビ山口は、2015年4月29日の同時間帯に放送。 |
| 12月3日  | 激撮!密着警察24時!                                                               | 3時間放送（19:00 - 21:54） 山陽放送は同時ネットで放送。 |
| 12月10日 | 林先生の痛快!生きざま大辞典SP                                                    | チューリップテレビ・山陰放送、山陽放送、RKB毎日放送、宮崎放送、琉球放送を除く非ネット組も、同時ネットで放送。 山陽放送は後日振り替え放送。 |
| 12月24日 | 世界衝撃映像100連発                                                              | 2時間半スペシャル（18:30 - 20:58） 青森テレビ、新潟放送、信越放送、チューリップテレビ、テレビ山口、テレビ高知、山陽放送は同時ネットで放送。 東北放送は別番組に差し替え。 |

| 2015年   | 2015年                                                                      | 2015年 |
| 放送日   | 企画                                                                        | 備考 |
| -------- | --------------------------------------------------------------------------- | --- |
| 1月7日   | 世界進出バラエティ!メイドインジャパン 日本に誇りもてるSP!                   | 3時間放送（19:00 - 21:54） 全国ネット。 |
| 1月21日  | お見合い大作戦特別編 ナイナイのウチの村で働きませんか?                      | テレビ山梨・山陰放送・山陽放送・テレビ高知・RKB毎日放送・宮崎放送を除く非ネット局でも同時ネットで放送。 山陽放送は後日振り替え放送。                                                                  |
| 1月28日  | 激闘大家族SP 17歳で産んだ我が娘が17歳でまさかの妊娠…長女出産まで…           | 放送後、内容にやらせがあったことが発覚。公式ホームページにて謝罪文が掲載された。 |
| 2月4日   | 極楽加藤のお節介な旅                                                        | テレビ山口は同時ネットで放送。 RKB毎日放送は、2015年3月18日の同時間帯に放送。 |
| 2月18日  | ナイナイのお見合い大作戦!社長限定&逆告白SP                                  | 3時間放送（19:00 - 21:54） IBC岩手放送・東北放送・山陰放送・山陽放送・テレビ山口・熊本放送・大分放送・宮崎放送・南日本放送を除く非ネット局でも同時ネットで放送。 山陽放送・テレビ山口は後日振替放送。 |
| 3月11日  | 新説★おなまえンターテインメント「ナゾ解き!マイネーム」                      | テレビ山口は後日振替放送。 |
| 3月18日  | 激撮!密着警察24時!                                                          | 3時間放送（19:00 - 21:54） 山陽放送は同時ネットで放送。 |
| 3月25日  | 徳光和夫の感動再会!逢いたいSP（再放送）                                     | 19:00 - 21:00に放送。当初は『世界衝撃映像100連発』を放送予定だったが、内容の一部に航空機事故を扱った部分があり、前日にフランスで発生した航空機墜落事故を受けて急遽変更になった。                      |
| 4月29日  | アイ・アム・冒険少年 世界の仰天モンスター生物SP                             | 山陰放送・RKB毎日放送は同時ネットで放送。 山陽放送・テレビ山口は後日振替放送。 山陰放送はこの回から通常編成のみ同時ネット。                                                                           |
| 5月6日   | 志村けんのゲーム王国 しむランド                                             | 青森テレビ、テレビ山梨、新潟放送、チューリップテレビ、静岡放送、毎日放送、山陰放送、テレビ山口、大分放送、大分放送、南日本放送は同時ネットで放送。 山陽放送・RKB毎日放送は後日振替放送。              |
| 5月20日  | 壮絶人生ドキュメント プロ野球選手の妻たち                                   | 3時間放送（19:00 - 21:54） 新潟放送、RKB毎日放送、琉球放送は同時ネットで放送。 テレビ山梨は、2015年6月10日の同時間帯に放送。 チューリップテレビは、2015年9月30日の同時間帯に放送。                    |
| 5月27日  | 世界衝撃映像100連発                                                         | 3時間放送（19:00 - 21:54） 山陽放送は同時ネットで放送。 毎日放送・RKB毎日放送は後日振替放送。 |
| 6月3日   | 世界がビビる夜～UFO・UMA・ツチノコを追え！～                                | テレビ山口は同時ネットで放送。 山陽放送は2015年6月20日に振り替え放送。 RKB毎日放送は後日振り替え放送。                                                                                                |
| 6月10日  | 大後悔時代 失敗から学ぶTV                                                   | 山陽放送は2015年7月4日に振り替え放送。 |
| 7月15日  | THE説得                                                                     | |
| 7月22日  | 世界の怖い夜!夏休み猛暑もぶっ飛ぶ絶叫SP                                     | テレビ山口は、2015年8月15日12:00 - 14:03に放送。 山陽放送は後日振り替え放送。 |
| 7月29日  | 実録!犯罪列島2015夏 犯行の決定的瞬間3時間スペシャル!!                       | 3時間放送（19:00 - 21:54） 山陽放送は後日振替放送。 |
| 8月5日   | 激撮！密着警察24時！                                                        | 山陽放送は同時ネットで放送。 |
| 8月19日  | 極楽加藤のお節介な旅                                                        | テレビ山口は、2015年9月9日の同時間帯に放送。 信越放送は、2015年10月7日の同時間帯に放送。 |
| 9月9日   | 今夜限定!美の若返り 激変バックエイジング                                    | 山陽放送は2015年9月20日に振り替え放送。 |
| 9月16日  | アイ・アム・冒険少年 世界のモンスター生物SP                                 | テレビ山口は、同時ネットで放送。 山陽放送は2015年9月26日15:00 - 17:00に振り替え放送。 RKB毎日放送は後日振り替え放送。                                                                                 |
| 9月30日  | 世界衝撃映像100連発 悪夢の大惨事SP                                          | 3時間放送（19:00 - 21:54） テレビ山梨、新潟放送、信越放送、静岡放送、南日本放送は同時ネット放送。 山陽放送は後日振り替え放送。                                                                        |
| 10月7日  | 世界がビビる夜                                                              | 3時間放送（19:00 - 21:54） 山陽放送、静岡放送、新潟放送は同時ネット放送。 テレビ山口は後日振り替え放送。                                                                                              |
| 10月28日 | 衝撃！日本でも起きるマサカの世界凶悪事件                                    | 山陽放送は後日振り替え放送。 |
| 11月4日  | 緊急特別企画 TVの前の犯人に告ぐ 全国包囲網 ザ・鑑識！                       | 3時間放送（19:00 - 21:54） 山陽放送は後日振り替え放送。 |
| 11月11日 | アイ・アム・冒険少年 世界の謎へ大突撃SP                                     | テレビ山梨、新潟放送、信越放送、大分放送、テレビ山口は同時ネット放送 山陽放送は後日振り替え放送。 |
| 11月25日 | 激撮！密着警察24時！                                                        | 3時間放送（19:00 - 21:54） |
| 12月9日  | 芸能人が本気バレエ! 密着200日…白鳥の湖を踊りたい! 世界最高峰の舞台に誰が?SP | テレビ山口は、同時ネットで放送 RKB毎日放送は後日振り替え放送。 |
| 12月16日 | 実録!犯罪列島2015 結婚詐欺!チワワ密売!ヤミ金…直接対決SP                     | 3時間放送（19:00 - 21:54） |

| 2016年   | 2016年                                                       | 2016年 |
| 放送日   | 企画                                                         | 備考 |
| -------- | ------------------------------------------------------------ | --- |
| 1月20日  | マサカの世界衝撃事件                                         | 3時間放送（19:00 - 21:54） 山陽放送は後日振り替え放送。 琉球放送は2016年3月2日に同時間帯で放送 RKB毎日放送はこの回から同時ネット。 |
| 2月3日   | 世界がビビる夜〜UFO・カッパ・巨大生物を捕まえろSP〜          | 3時間放送（19:00 - 21:54） テレビ山梨、新潟放送、チューリップテレビ、テレビ山口は同時ネットで放送。 山陽放送は後日振り替え放送。 |
| 2月10日  | 世界衝撃映像100連発 奇跡!九死に一生SP                        | 3時間放送（19:00 - 21:54） テレビ山梨、新潟放送、チューリップテレビは同時ネットで放送 山陽放送・南日本放送は後日振り替え放送。 |
| 2月17日  | 人生最大のサプライズ プロポーズ大作戦2016                    | 山陽放送、熊本放送、宮崎放送、琉球放送、テレビ高知除く非ネット組も同時ネットで放送 山陽放送は後日振り替え放送。 |
| 3月2日   | 激撮!密着警察24時                                            | 3時間放送（19:00 - 21:54） 山陽放送は同時ネットで放送 |
| 3月16日  | 緊急特別企画 TVの前の犯人に告ぐ 全国包囲網ザ・鑑識！         | 3時間放送（19:00 - 21:54） 山陽放送は後日振り替え放送。 |
| 4月27日  | メイドインジャパン 日本を誇りに思えるSP！                    | 3時間放送（19:00 - 21:54） 青森テレビ、テレビ山口、新潟放送、テレビ山梨、北陸放送、南日本放送は同時ネット放送 IBC岩手放送、信越放送、静岡放送、毎日放送、山陰放送、あいテレビ、長崎放送、大分放送は19:56から短縮版を放送 チューリップテレビは2016年5月4日19:00 - 21:54に放送 山陽放送は後日振り替え放送。                           |
| 5月4日   | アイ・アム・冒険少年                                         | 新潟放送、テレビ山梨、山陰放送、テレビ山口、大分放送、琉球放送は同時ネット放送。 山陽放送は後日振り替え放送。 |
| 5月11日  | アイ・アム・冒険少年                                         | 3時間放送（19:00 - 21:54） 新潟放送、テレビ山梨、テレビ山口、琉球放送は同時ネット放送 信越放送は19:56から短縮版放送 RKB毎日放送・山陰放送・山陽放送は後日振り替え放送。 |
| 6月1日   | 今夜あの未解決事件を超能力軍団が徹底捜査X-MENジャパン        | 青森テレビ、新潟放送、テレビ山梨、チューリップテレビ、山陰放送、熊本放送、大分放送は同時ネット放送 山陽放送・テレビ山口は後日振り替え放送。 |
| 6月8日   | 実録まさかのオーメン                                         | 青森テレビ、新潟放送、信越放送、山陰放送、熊本放送、大分放送は同時ネット放送 RKB毎日放送は2016年7月27日の同時間帯に放送 北海道放送は後日振り替え放送。 |
| 7月6日   | 世界衝撃映像100連発 第20弾                                   | 3時間放送（19:00 - 21:54） 毎日放送は、19:56からの短縮版放送。 テレビ山口は2016年7月13日の19:56から短縮版放送 北海道放送と東北放送は予定されていたプロ野球中継が雨天中止となったため同時ネットで放送 山陽放送は後日振り替え放送 テレビ山梨は2016年7月27日、中国放送は2016年8月24日、CBCテレビは2016年9月6日の同時間帯に完全版を放送 |
| 7月13日  | 実録！犯罪列島2016夏 怒りの直接対決SP                        | 3時間放送（19:00 - 21:54） |
| 8月3日   | 世界の怖い夜                                                 | 青森テレビ、テレビ山梨、山陰放送、山陽放送、テレビ山口、熊本放送、大分放送、琉球放送は同時ネット放送 CBCテレビは後日振り替え放送。 |
| 8月10日  | 激撮！密着警察24時                                           | 3時間放送（19:00 - 21:54） 山陽放送は同時ネットで放送 |
| 8月24日  | 芸人キャノンボール2016 in Summer                             | 3時間放送（19:00 - 21:54） 青森テレビ、テレビ山梨、新潟放送、チューリップテレビ、山陽放送、テレビ山口は同時ネットで放送 北海道放送・山陰放送・RKB毎日放送・宮崎放送・琉球放送・中国放送・熊本放送・信越放送・東北放送は後日振り替え放送。                                                                                           |
| 8月31日  | アイ・アム・冒険少年 無人島脱出スペシャルinパラオ            | 青森テレビ、テレビ山梨、新潟放送、信越放送、チューリップテレビ、山陰放送、テレビ山口、大分放送、琉球放送は同時ネットで放送。 IBC岩手放送、北陸放送、あいテレビは未定 山陽放送・中国放送は後日振り替え放送。 |
| 9月7日   | いってらっしゃい！～芸能人が我が子に旅をさせたら～2016夏     | テレビ山梨、新潟放送、信越放送、チューリップテレビ、山陰放送、テレビ山口、大分放送は同時ネットで放送。 琉球放送・山陽放送は後日振り替え放送。 |
| 10月12日 | 世界衝撃映像100連発 第22弾                                   | 3時間放送（19:00 - 21:54） 山陽放送、テレビ山口、琉球放送は同時ネットで放送 青森テレビ、IBC岩手放送、新潟放送、信越放送、静岡放送、北陸放送、毎日放送、あいテレビは19:56から短縮版放送 北海道放送、中国放送、RKB毎日放送はプロ野球中継に差し替え。うち北海道放送は後日振り替え放送。                                                |
| 11月2日  | 犯人に告ぐ！盗聴盗撮 怒りの追跡バスターズ 女の敵は許さないSP | 3時間放送（19:00 - 21:54） 北海道放送、東北放送、テレビユー山形、テレビユー福島は同時ネットで放送 IBC岩手放送、テレビ山梨、静岡放送、北陸放送、CBCテレビ、毎日放送、中国放送、RKB毎日放送、長崎放送は19:56から短縮版放送 |
| 11月16日 | 張り込みスクープ24時 激撮！ワルの(秘)事件簿                  | チューリップテレビ・北陸放送・テレビ山梨・毎日放送・山陽放送・テレビ高知・熊本放送・宮崎放送・南日本放送・琉球放送を除く非ネット局も同時ネットで放送。 |
| 11月30日 | 実録！THEスパイ!!世界の歴史を変えた！コレがスパイの正体SP    | 山陽放送は後日振り替え放送。熊本放送は2019年1月19日14:00 - 16:00に放送。 |
| 12月7日  | 激撮!密着警察24時!                                           | 3時間放送（19:00 - 21:54） 山陽放送は同時ネットで放送。 |

| 2017年   | 2017年                                                        | 2017年 |
| 放送日   | 企画                                                          | 備考 |
| -------- | ------------------------------------------------------------- | --- |
| 1月25日  | 世界の怖い夜                                                  | 山陽放送は後日振り替え放送。 |
| 2月8日   | 実録まさかのオーメン                                          | |
| 2月15日  | 世界衝撃映像100連発 第23弾                                    | 3時間放送(19:00 - 21:54) 毎日放送、山陽放送、RKB毎日放送は19:56から短縮版を放送。 |
| 2月22日  | デカすぎるザ・ワールド                                        | 山陽放送は後日振り替え放送。 |
| 3月22日  | 独占初公開！海の死闘 知られざる海上保安庁                     | 3時間放送(19:00 - 21:54) 山陽放送は同時ネットで放送 |
| 4月12日  | 最前線！密着警察24時                                          | 3時間放送(19:00 - 21:54) 山陽放送・テレビ山口は同時ネットで放送。 テレビ山口はこの回から同時ネット。 |
| 4月19日  | 悪者は絶対許さない!! 実録！犯罪列島2017春                     | 3時間放送(19:00 - 21:54) 北海道放送、青森テレビ、山陽放送、RKB毎日放送、テレビ山口は同時ネットで放送 新潟放送、毎日放送、山陰放送、長崎放送、大分放送は19:56から短縮版を放送。 |
| 5月3日   | 犯人に告ぐ！盗聴盗撮 怒りの追跡バスターズ 2                   | 3時間放送(19:00 - 21:54) 北海道放送、東北放送、テレビユー山形、テレビユー福島、テレビ山梨、CBCテレビ、中国放送、テレビ山口は同時ネットで放送 毎日放送、青森テレビ、IBC岩手放送、新潟放送、信越放送、北陸放送、静岡放送、あいテレビ、RKB毎日放送、長崎放送、大分放送は19:56から短縮版を放送。                               |
| 6月7日   | 実録！マサカの衝撃事件                                        | 青森テレビ、信越放送、チューリップテレビ、山陰放送、テレビ山口、山陽放送、熊本放送、大分放送、琉球放送は同時ネットで放送 |
| 6月28日  | ダイエット大家族2017                                          | 3時間放送(19:00 - 21:54) テレビ山梨、チューリップテレビ、テレビ高知は同時ネットで放送 毎日放送、新潟放送、長崎放送、大分放送は19:56から短縮版を放送 北海道放送、CBCテレビ、山陰放送、山陽放送、テレビ山口は後日振替放送。                                                                                                  |
| 7月5日   | 橋下徹&NEWS小山 実録！世界怒りの法廷                          | 3時間放送(19:00 - 21:54) 北海道放送、新潟放送、テレビ山口、琉球放送は同時ネットで放送 青森テレビ、信越放送、北陸放送、毎日放送、山陽放送、長崎放送、大分放送は19:56から短縮版を放送 |
| 8月2日   | 世界衝撃映像100連発 第24弾                                    | 3時間放送(19:00 - 21:54) テレビ山梨、チューリップテレビ、テレビ高知は同時ネットで放送 青森テレビ、IBC岩手放送、北陸放送、静岡放送、毎日放送、あいテレビ、RKB毎日放送、長崎放送、大分放送は19:56から短縮版を放送 北海道放送、山陰放送、山陽放送は後日振替放送。                                                             |
| 8月23日  | 最前線！密着警察24時                                          | 3時間放送(19:00 - 21:54) 北海道放送、信越放送、新潟放送、山陽放送、琉球放送は同時ネットで放送。 |
| 10月11日 | 犯人に告ぐ！盗聴盗撮 怒りの追跡バスターズ 3                   | 3時間放送(19:00 - 21:57) 北海道放送、東北放送、テレビユー山形、テレビユー福島、チューリップテレビ、CBCテレビ、中国放送、テレビ山口、テレビ高知は同時ネットで放送 青森テレビ、IBC岩手放送、新潟放送、静岡放送、北陸放送、毎日放送、山陽放送、あいテレビ、RKB毎日放送、長崎放送、熊本放送、大分放送は20:00から短縮版を放送。 |
| 10月18日 | 1番だけが知っている                                           | 中国放送・テレビ高知・宮崎放送・南日本放送・琉球放送を除く非ネット局でも同時ネットで放送。 |
| 11月15日 | 林修の歴史ミステリー ～新説！徳川埋蔵金は東京湾の海底に！？～ | 新潟放送、山陽放送、宮崎放送、南日本放送、琉球放送を除く非ネット組も同時ネットで放送。 山陽放送は後日振替放送。 |
| 11月22日 | 1番だけが知っている                                           | IBC岩手放送、チューリップテレビ、熊本放送、宮崎放送、南日本放送を除く非ネット組も同時ネットで放送。 IBC岩手放送は後日振替放送。 |
| 12月13日 | 最前線！密着警察24時 衝撃の逮捕！歳末SP                       | 3時間放送(19:00 - 21:57) 北海道放送、テレビユー山形、東北放送、テレビユー福島、テレビ山梨、静岡放送、信越放送、新潟放送、北陸放送、CBCテレビ、毎日放送、山陽放送、中国放送、テレビ山口、RKB毎日放送、宮崎放送は同時ネットで放送。                                                                                          |

| 2018年   | 2018年                                                               | 2018年 |
| 放送日   | 企画                                                                 | 備考 |
| -------- | -------------------------------------------------------------------- | --- |
| 2月28日  | 犯人に告ぐ！盗聴盗撮 怒りの追跡バスターズ 4                          | 3時間放送（19:00 - 21:57） テレビユー山形、新潟放送、チューリップテレビ、CBCテレビ、中国放送、テレビ山口、テレビ高知、RKB毎日放送は同時ネットで放送。 IBC岩手放送、テレビユー福島、信越放送、北陸放送、静岡放送、あいテレビ、長崎放送、大分放送は20:00からの短縮版で放送。 山陽放送は後日振替放送。                                                                           |
| 3月14日  | 世界くらべてみたら SP                                                | 北海道放送、青森テレビ、IBC岩手放送、東北放送、テレビユー山形、テレビユー福島、テレビ山梨、新潟放送、信越放送、チューリップテレビ、北陸放送、静岡放送、CBCテレビ、毎日放送、山陽放送、中国放送、山陰放送、テレビ山口、RKB毎日放送、琉球放送は同時ネットで放送。 あいテレビ、大分放送は20:57から短縮版で放送。                                                                 |
| 5月16日  | 最前線！密着警察24時                                                 | 3時間放送（19:00 - 21:57） 北海道放送、テレビユー山形、テレビユー福島、新潟放送、信越放送、チューリップテレビ、北陸放送、毎日放送、山陽放送、テレビ山口、RKB毎日放送、宮崎放送、南日本放送、琉球放送は同時ネットで放送。 |
| 5月23日  | 世界超絶映像ハンター                                                 | 北海道放送、テレビユー福島、宮崎放送、南日本放送を除く非ネット組も同時ネットで放送。 |
| 5月30日  | 世界のド肝を抜いた！衝撃“神”映像2018                                 | 3時間放送（19:00 - 21:57） 東北放送、テレビユー山形、テレビユー福島、テレビ山梨、静岡放送、山陰放送、テレビ山口、テレビ高知、RKB毎日放送は同時ネットで放送。 IBC岩手放送、新潟放送、信越放送、北陸放送、毎日放送、山陽放送、あいテレビ、長崎放送、大分放送、熊本放送は20:00からの短縮版で放送。 北海道放送、青森テレビは後日振替放送。                                        |
| 6月6日   | マサカの映像GP ボストンマラソン爆弾テロ犯人逮捕まで102時間完全公開SP | 北海道放送、チューリップテレビ、CBCテレビ、テレビ高知、宮崎放送、南日本放送を除く非ネット組も同時ネットで放送。 北海道放送は後日振替放送。 |
| 6月27日  | 新どうぶつ奇想天外！                                                 | 3時間放送 (19:00 - 21:57) 東北放送、テレビユー山形、テレビユー福島、テレビ山梨、チューリップテレビ、静岡放送、CBCテレビ、山陰放送、テレビ高知、RKB毎日放送、大分放送は同時ネットで放送。 青森テレビ、新潟放送、北陸放送、山陽放送、あいテレビ、長崎放送、熊本放送は20:00から短縮版を放送。 北海道放送は2時間短縮版を後日振替放送。                                            |
| 7月4日   | 悪者は絶対に許さない！ 実録！犯罪列島2018夏                          | 3時間放送（19:00 - 21:54） 北海道放送、東北放送、テレビユー山形、テレビユー福島、新潟放送、テレビ山梨、CBCテレビ、山陽放送、テレビ山口は同時ネットで放送。 IBC岩手放送、信越放送、北陸放送、静岡放送、毎日放送、あいテレビ、RKB毎日放送、熊本放送、琉球放送は20:00から短縮版で放送。                                                                                          |
| 7月18日  | 世界くらべてみたら SP                                                | 北海道放送、静岡放送、CBCテレビ、中国放送、山陰放送、RKB毎日放送、熊本放送、大分放送、宮崎放送、琉球放送を除く非ネット組も同時ネットで放送。 北海道放送は後日振替放送。 |
| 7月25日  | 実家を片付けてみませんか？                                           | 北海道放送、東北放送、北陸放送、CBCテレビ、毎日放送、熊本放送、宮崎放送、南日本放送、琉球放送を除く非ネット組も同時ネットで放送。 北海道放送は後日振替放送。 |
| 8月1日   | 世界衝撃映像100連発 第29弾 真夏の最恐スリルSP                        | 3時間放送（19:00 - 21:57） 北海道放送、東北放送、テレビユー山形、テレビユー福島、新潟放送、信越放送、テレビ山梨、チューリップテレビ、北陸放送、山陰放送、RKB毎日放送は同時ネットで放送。 IBC岩手放送、静岡放送、毎日放送、山陽放送、長崎放送、大分放送は20:00からの短縮版を放送。 青森テレビ、あいテレビ、南日本放送、琉球放送は後日振替放送。あいテレビは2時間短縮版を放送。 |
| 8月15日  | 最前線！密着警察24時                                                 | 3時間放送（19:00 - 21:57） 北海道放送、東北放送、テレビユー福島、新潟放送、静岡放送、毎日放送、山陽放送、中国放送、テレビ山口、RKB毎日放送、宮崎放送、琉球放送は同時ネットで放送。 |
| 9月12日  | 魂のドッキリ映像SP EXILE史上最悪の1日                                | 北海道放送、青森テレビ、東北放送、中国放送、テレビ高知、熊本放送、宮崎放送、南日本放送、琉球放送を除く非ネット組も同時ネットで放送。 北海道放送、青森テレビ、東北放送、中国放送、テレビ高知、宮崎放送、琉球放送は後日振替放送。 |
| 10月31日 | 世界のド肝を抜いた！衝撃“神”映像2018                                 | 3時間放送（19:00 - 21:57） 北海道放送、IBC岩手放送、東北放送、テレビユー山形、テレビユー福島、新潟放送、チューリップテレビ、北陸放送、静岡放送、CBCテレビ、山陰放送、山陽放送、中国放送、テレビ高知、南日本放送、琉球放送は同時ネットで放送。 信越放送、毎日放送、あいテレビ、長崎放送、大分放送は20:00から短縮版を放送。 青森テレビは2時間短縮版を後日振替放送。             |
| 12月12日 | 最前線！密着警察24時                                                 | 3時間放送（19:00 - 21:57） 青森テレビ、IBC岩手放送、北陸放送、山陰放送、あいテレビ、テレビ高知、長崎放送、熊本放送、大分放送を除き同時ネット。 |

| 2019年  | 2019年                                                                   | 2019年 |
| 放送日  | 企画                                                                     | 備考 |
| ------- | ------------------------------------------------------------------------ | --- |
| 1月16日 | 世界のド肝を抜いた！衝撃“神”映像2019                                     | テレビ高知、大分放送、宮崎放送、南日本放送を除き同時ネット。 |
| 1月30日 | 立入禁止の向こう側！ココから先は人間NG                                   | 山陽放送、長崎放送、熊本放送、大分放送、宮崎放送、南日本放送を除き同時ネット。 山陽放送、熊本放送は後日振替放送。 |
| 2月13日 | マサカの映像グランプリ                                                   | チューリップテレビ、テレビ山口、テレビ高知、熊本放送、宮崎放送、南日本放送、琉球放送を除き同時ネット。 |
| 2月20日 | 世界くらべてみたらSP                                                     | 東北放送、長崎放送、熊本放送、宮崎放送、南日本放送、琉球放送を除き同時ネット。 |
| 2月27日 | 笑える!泣ける!動物スクープ100連発                                        | 青森テレビ、山陽放送、中国放送、長崎放送、熊本放送、宮崎放送、南日本放送を除き同時ネット。 青森テレビ、山陽放送、長崎放送は後日振替放送。 |
| 3月20日 | その他の人に会ってみた                                                   | 信越放送、北陸放送、山陰放送、熊本放送、宮崎放送、南日本放送を除き同時ネット。 信越放送、北陸放送、山陰放送、熊本放送、南日本放送は後日振替放送。 |
| 3月27日 | 最前線！密着警察24時                                                     | 3時間放送（19:00 - 21:57） 北海道放送、東北放送、テレビユー山形、テレビユー福島、新潟放送、信越放送、テレビ山梨、チューリップテレビ、静岡放送、CBCテレビ、毎日放送、山陽放送、RKB毎日放送、宮崎放送、琉球放送は同時ネットで放送。                                                                                                 |
| 4月10日 | 世界衝撃映像100連発 第31弾 史上最恐パニックSP                            | 3時間放送（19:00 - 21:57） 北海道放送、東北放送、静岡放送、CBCテレビ、山陰放送、RSK山陽放送、RKB毎日放送、熊本放送、大分放送、宮崎放送、南日本放送を除き同時ネット。 IBC岩手放送、新潟放送、信越放送、北陸放送、毎日放送、あいテレビ、長崎放送、琉球放送は20:00から短縮版を放送。 北海道放送、RSK山陽放送は完全版を後日振替放送。 |
| 5月29日 | 世界衝撃映像100連発 第32弾                                               | 3時間放送（19:00 - 21:57） テレビユー福島、テレビ山梨、静岡放送、テレビ高知のみ同時ネットで放送。 新潟放送、毎日放送、あいテレビは20:00から短縮版を放送。 北海道放送、中国放送は完全版、RSK山陽放送は2時間短縮版を後日振替放送。                                                                                                  |
| 6月5日  | 犯人に告ぐ!盗撮盗聴 怒りの追跡バスターズ第7弾                            | 3時間放送（19:00 - 21:57） 山陰放送、中国放送、テレビ高知、長崎放送、宮崎放送、南日本放送、琉球放送を除き同時ネット。 青森テレビ、IBC岩手放送、新潟放送、信越放送、毎日放送、RSK山陽放送、あいテレビ、熊本放送は20:00から短縮版を放送。 中国放送は後日振替放送。                                                                  |
| 6月12日 | 激撮!交通SOS24時                                                         | 北海道放送、中国放送、大分放送を除き同時ネット。 |
| 6月26日 | 壮絶人生ドキュメント プロ野球選手の妻たち                                | 3時間放送（19:00 - 21:57） IBC岩手放送、信越放送、テレビ山口、宮崎放送、南日本放送、琉球放送を除き同時ネット。 北陸放送、静岡放送、あいテレビ、長崎放送、熊本放送は20:00から短縮版を放送。 テレビ山口は2時間短縮版を後日振替放送。                                                                                                |
| 7月3日  | 悪者は絶対に許さない!!実録!犯罪列島2019夏 “結婚サギ師”逮捕SP!            | 青森テレビ、東北放送、山陰放送、RSK山陽放送、中国放送、テレビ高知、RKB毎日放送、大分放送、宮崎放送、南日本放送を除き同時ネット。 |
| 7月17日 | 世界のド肝を抜いた！衝撃“神”映像2019『チョー可愛いSP』…赤ちゃん&動物連発 | 東北放送、チューリップテレビ、RSK山陽放送、中国放送、あいテレビ、RKB毎日放送、熊本放送、大分放送、宮崎放送を除き同時ネット。 |
| 7月24日 | マサカの映像グランプリ〜ささいな事が天国と地獄の分かれ道SP〜             | 北海道放送、IBC岩手放送、東北放送、毎日放送、中国放送、RKB毎日放送、長崎放送、熊本放送、宮崎放送、南日本放送、琉球放送を除き同時ネット。 北海道放送は後日振替放送。 |
| 8月7日  | 世界のド肝を抜いた！衝撃“神”映像2019                                     | 3時間放送（19:00 - 21:57） 北海道放送、新潟放送、CBCテレビ、山陰放送、テレビ高知、RKB毎日放送、熊本放送、大分放送、宮崎放送、南日本放送を除き同時ネット。 IBC岩手放送、信越放送、北陸放送、静岡放送、RSK山陽放送、あいテレビ、長崎放送は20:00から短縮版を放送。 北海道放送は完全版を後日振替放送。                                |
| 9月4日  | 世界衝撃映像100連発 第33弾                                               | 3時間放送（19:00 - 21:57） 北海道放送、IBC岩手放送、毎日放送、山陰放送、テレビ高知、RKB毎日放送、長崎放送、大分放送、宮崎放送、南日本放送を除き同時ネット。 北陸放送、あいテレビは20:00から短縮版を放送。 毎日放送、RKB毎日放送は後述の別番組に差し替え。 北海道放送は完全版を後日振替放送。                                      |

### 系列局での差し替え
以下は通常「水トク!」をネットしている局の事例に限る。但し、ミニ枠とスポーツ中継については省略する。

#### IBC岩手放送
- 2013年2月20日
  - 『じゃじゃじゃTV・いわて希望の一歩スペシャル』（19:00 - 19:55、本番組は『IBC特集』の扱い）
- 2013年11月20日
  - 『第1回キッズ☆ジオマスター・三陸横断小学生クイズ-目指せ宮古湾決戦-』（19:00 - 19:54）
  - 『盛岡商業高校100周年祭「士魂商才」』（20:00 - 20:54）
- 2013年11月28日
  - 『ふるさと三陸オリジナル丼グランプリ』（19:00 - 19:54）
  - 『CATCHADREAM-50thアニバーサリー盛岡中央高校-』（20:00 - 20:54）
- 2014年2月26日
  - 『じゃじゃじゃTV・いわて希望の一歩スペシャル-震災からまもなく3年-復興の今、そして本格復興に向けて』（19:00 - 19:54）

#### テレビユー山形
- 2013年2月13日『山形麺遊記〜絶品ラーメン完全保存版〜』（19:00 - 19:54）・『これが東北魂だ 出港!Boys Be Ambitious』（20:00 - 20:54）

#### 静岡放送
| 静岡放送       | 静岡放送                                                                  |
| 放送日         | 企画                                                                      |
| -------------- | ------------------------------------------------------------------------- |
| 2012年10月24日 | 静岡県・浙江省友好提携30周年記念 美食の祭典 クイズで中国!いただきま〜すSP |

#### 毎日放送
| 毎日放送       | 毎日放送                                                                                         |
| 放送日         | 企画                                                                                             |
| -------------- | ------------------------------------------------------------------------------------------------ |
| 2012年10月24日 | 吉本陸上競技会ザ・ゴールデン2012                                                                 |
| 2012年11月7日  | クイズ!オーサカ理由学2                                                                           |
| 2012年12月12日 | ちちんぷいぷい特別編 池上彰さんに聞く世界のハテナ?V                                              |
| 2013年2月13日  | 吉本芸人が1番ええ店教えます!大阪最強の穴場ツアー                                                 |
| 2013年2月20日  | 今すぐ覗きたい24の財布〜超有名人の賢いお金の使い方SP〜                                           |
| 2013年5月15日  | クイズ!オーサカ理由学3                                                                           |
| 2013年5月29日  | ちちんぷいぷい特別編 池上彰さんに聞く世界のハテナ?VI                                             |
| 2013年8月7日   | 世界もめるな危険地図                                                                             |
| 2013年11月6日  | 吉本陸上競技会ザ・ゴールデン2013                                                                 |
| 2013年11月20日 | ちちんぷいぷい特別編 池上彰さんに聞く世界のハテナ?VII                                            |
| 2013年11月27日 | どっち? 2択でわかる!まるごと2013年!                                                              |
| 2014年2月5日   | 今田耕司の大阪ナンギやなぁ〜ニュース                                                             |
| 2014年2月26日  | 吉本芸人が1番ええ店教えます!大阪最強の穴場ツアー                                                 |
| 2014年3月12日  | メッセンジャー&なるみの大阪ワイドショー                                                          |
| 2014年5月28日  | 今だから言えるナイショ話【ロンブー淳とゴン中山が初タッグ！】                                     |
| 2014年6月4日   | ちちんぷいぷい特別編 池上彰さんに聞く世界のハテナ?Ⅷ                                              |
| 2014年6月11日  | 大阪ワイドショー完全密着!黒田有44歳初めての顔のしわ取り                                          |
| 2014年8月6日   | 驚き!ニッポン新常識                                                                              |
| 2014年9月3日   | 歌ネタ王決定戦2014                                                                               |
| 2014年11月5日  | 吉本陸上競技会ザ・ゴールデン2014                                                                 |
| 2014年11月12日 | ちちんぷいぷい特別編 池上彰さんに聞く世界のハテナ?Ⅸ                                              |
| 2015年4月15日  | 本当にあったこんな学校!世界ミラクルスクール                                                      |
| 2015年9月9日   | 歌ネタ王決定戦2015                                                                               |
| 2016年3月16日  | トコトン掘り下げ隊!生き物にサンキュー!!（19:00 - 19:56）。 林修と大阪vs東京会議（19:56 - 21:54） |
| 2016年9月7日   | 歌ネタ王決定戦2016                                                                               |
| 2019年9月4日   | ダーレモシラナイ〜爆笑！日本の新知識                                                             |

#### 中国放送
- 2014年7月27日『激ウマッ!自遊なオトナの瀬戸内釣り物語』（18:56 - 19:56）

## レギュラー昇格となった番組
特注のない限りは、TBS系列フルネット局同時ネット。
- 放っておくとヤバイです

2013年6月2日 - 2016年3月6日、日曜 19:57 - 20:54枠にて『駆け込みドクター!運命を変える健康診断』と改題して放送されていた。
- 1番だけが知っている

2017年10月18日の第3弾と2017年11月22日の第4弾が当枠で放送され、2018年10月15日から2020年3月まで月曜22時枠で放送されていた。